# Apteroleiopus
Apteroleiopus is een kevergeslacht uit de familie van de boktorren (Cerambycidae). De wetenschappelijke naam van het geslacht werd voor het eerst geldig gepubliceerd in 1955 door Breuning.

## Soorten
Apteroleiopus omvat de volgende soorten:
- Apteroleiopus apterus Breuning, 1955
- Apteroleiopus jeanneli Breuning, 1955